# 宋宏伟
宋宏伟（1963年10月—），男，汉族，黑龙江兰西人，中华人民共和国政治人物，第十三届全国人民代表大会黑龙江地区代表。

## 生平
2018年2月24日，当选为第十三届全国人大代表。